# Mission Hills (Californië)
Mission Hills is een plaats (census-designated place) in de Amerikaanse staat Californië, en valt bestuurlijk gezien onder Santa Barbara County.

## Demografie
Bij de volkstelling in 2000 werd het aantal inwoners vastgesteld op 3142.

## Geografie
Volgens het United States Census Bureau beslaat de plaats een oppervlakte van
3,2 km², geheel bestaande uit land.

## Plaatsen in de nabije omgeving
De onderstaande figuur toont nabijgelegen plaatsen in een straal van 24 km rond Mission Hills.

## Geboren
- George Lopez (1961), komiek
- Sarah Aldrich (1970), actrice